# Elfed Davies, Baron Davies of Penrhys
Gwilym Elfed Davies, Baron Davies of Penrhys (* 9. Oktober 1913,  in Tylorstown, Rhondda Cynon Taf; † 28. April 1992 ebenda) war ein britischer Gewerkschaftsfunktionär und Politiker der Labour Party, der über vierzehn Jahre lang Abgeordneter des House of Commons war und 1974 als Life Peer aufgrund des Life Peerages Act Mitglied des House of Lords wurde. 

## Leben

### Bergarbeiter, Kommunalpolitiker und Gewerkschaftsfunktionär
Davies, Sohn eines Bergmanns, arbeitete nach dem Besuch der Grundschule von Tylorstown zwischen 1928 und 1959 wie sein Vater ebenfalls als Bergmann im Bergwerk von Tylorstown. Bereits kurz nach Beginn dieser Beschäftigung wurde er 1929 sowohl Mitglied der Bergarbeitergewerkschaft von Südwales (South Wales Miners Federation) als auch der Labour Party. In der Folgezeit engagierte er sich als Mitglied des Exekutivvorstands in der Wahlkreisorganisation der Labour Party (Constituency Labour Party) von Rhondda East sowie im Ortsverein der Partei in Rhondda. Des Weiteren war er zwischen 1934 und 1940 erst Vorsitzender und danach von 1940 bis 1954 Schatzmeister der Bergarbeitergewerkschaft in Tylorstown.
Davies, der sich zwanzig Jahre lang zwischen 1926 und 1946 in der St John’s Ambulance Brigade engagierte und 1940 auch Mitglied der Genossenschaftlichen Großhandelsgesellschaft CWS (Co-operative Wholesale Society) wurde, begann seine politische Laufbahn in der Kommunalpolitik, als er 1954 als Vertreter der Labour Party zum Mitglied des Rates der Grafschaft Glamorgan (Glamorgan County Council) gewählt wurde und diesem bis 1961 angehörte. Während dieser Zeit war er zugleich von 1959 bis 1961 Vorsitzender des Kommunalpolitischen Ausschusses des Glamorgan County Council sowie zuvor zwischen 1958 und 1959 Vorsitzender der Nationalen Bergarbeitergewerkschaft NUM (National Union of Mineworkers) im Bezirk Aberdare und Rhondda.

### Unterhausabgeordneter und Oberhausmitglied
Bei den Unterhauswahlen vom 8. Oktober 1959 wurde Davies als Kandidat der Labour Party im Wahlkreis Rhondda East erstmals als Abgeordneter in das House of Commons gewählt und gehörte diesem mehr als vierzehn Jahre bis zur Auflösung des Wahlkreises bei den Wahlen am 28. Februar 1974 an. Bei seiner ersten Wahl 1959 konnte er sich mit 20.565 Stimmen (65,2 Prozent) deutlich gegen seine Mitbewerber durchsetzen. Bei seinen darauf folgenden Wiederwahlen erzielte er jeweils die absolute Mehrheit und mit 77,4 Prozent der Wählerstimmen bei den Unterhauswahlen am 31. März 1966 sein bestes Ergebnis.
Nach dem Wahlsieg der Labour Party bei den Unterhauswahlen am 15. Oktober 1964 wurde Davies von Premierminister Harold Wilson im November 1964 zum Parlamentarischen Privatsekretär (Parliamentary Private Secretary) von Ray Gunter berufen, der zwischen Oktober 1964 und April 1968 erst Arbeitsminister (Minister of Labour) und danach Energieminister (Minister of Power) war. Im Juni 1968 beendete Davies, der 1964 kurzzeitig Sekretär der Parlamentariergruppe der Bergleute war, seine Tätigkeit bei Minister Gunter und war im Anschluss bis 1969 Vorsitzender der Gruppe der walisischen Labour-Abgeordneten (Welsh Parliamentary Party).
Nach seinem Ausscheiden aus dem House of Commons wurde Davies durch ein Letters Patent vom 8. Juli 1974 als Life Peer mit dem Titel Baron Davies of Penrhys, of Rhondda in the County of Mid Glamorgan in den Adelsstand erhoben und gehörte damit bis zu seinem Tod dem House of Lords als Mitglied an. Seine offizielle Einführung (Introduction) als Oberhausmitglied erfolgte mit Unterstützung durch Billy Blyton, Baron Blyton und Bernard Taylor, Baron Taylor of Mansfield am 18. Juli 1974.
In der Folgezeit war er zwischen 1974 und 1980 ehrenamtliches Mitglied der Elektrizitätsbehörde von Südwales (South Wales Electricity Board) und wurde 1978 auch Mitglied des Walisischen Sportrates (Sports Council for Wales). 1975 verlieh ihm die Stadt Swansea die Würde eines Freeman of the City.